# Â
Â (A se stříškou, minuskule â) je písmeno inarijskosámské, rumunské a vietnamské abecedy. Vyskytuje se též ve francouzské, fríské, furlanské, portugalské, turecké, valonské a velšské abecedě jako varianta písmene A.
Používá se v systému latinské transliterace ruštiny a ukrajinštiny podle ISO 9:1995 jako ekvivalent písmene Я.
V Unicode má majuskulní tvar kód U+00C2 a minuskulní U+00E2.